# Nestoita, Bârzula
Nestoita (în ucraineană Нестоіта) este un sat în comuna Cuialnic din raionul Bârzula, regiunea Odesa, Ucraina.
În trecut a fost un sat majoritar moldovenesc (românesc) – 55% din populație, conform recensământului sovietic din 1926; fiind însă parțial asimilat în prezent.

## Demografie
Componența lingvistică a localității Nestoita
     Ucraineană (79,27%)
     Română (18,37%)
     Rusă (2,24%)
     Alte limbi (0,12%)
Conform recensământului din 2001, majoritatea populației localității Nestoita era vorbitoare de ucraineană (79,27%), existând în minoritate și vorbitori de română (18,37%) și rusă (2,24%).

## Vezi și
- Românii de la est de Nistru